# پولک‌های پیش‌شکمی
پولک‌های پیش‌شکمی (به انگلیسی: Preventral scales) پولک‌های مار هستند که جلوتر از پولک‌های شکمی قرار گرفته‌اند و پهن‌تر از آن‌ها هستند که دراز هستند، اما با ردیف پولک‌های پیراشکمی از پولک‌های پشتی در دو سوی بدن برخورد ندارند.

## جستارهای مرتبط
- پولک‌های شکمی
- پولک‌های پشتی